# 예고리옙스크

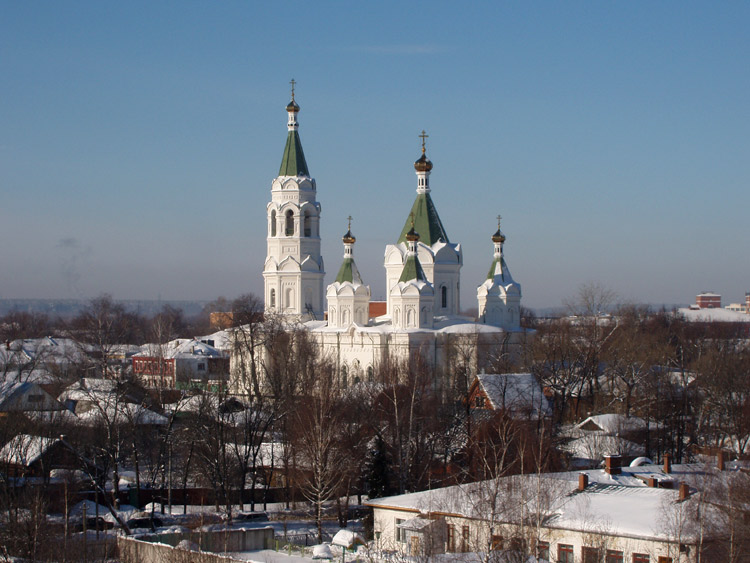

예고리옙스크(러시아어: Егорьевск)는 모스크바주에 있는 도시이다. 남동쪽으로 115km 정도 떨어진 곳에 모스크바 시가 위치해 있다. 인구는 68,303명(2002년); 68,000명(1971년); 56,000명(1939년); 29,700명(1926년)이다. 예고리옙스크는 15세기에 지어졌다.